# Кеті Бултер
Кеті Бултер (англ. Katie Boulter) — британська тенісистка.
Свій перший одиночний титул Бултер здобула в червні 2023 року на Nottingham Open.
На юніорському рівні вона, граючи з Іваною Йорович, зуміла пробитися до фіналу Відкритого чемпіонату Австралії.

## Фінали турнірів WTA

### Одиночний розряд: 1 титул
| Легенда       |
| ------------- |
| Grand Slam    |
| WTA 1000      |
| WTA 500       |
| WTA 250 (1–0) |

| За поверхнею |
| ------------ |
| Хард (0–0)   |
| Трава (1–0)  |
| Грунт (0–0)  |
| Килим (0–0)  |

| Результат | В–П | Дата     | Турнір                           | Статус  | Поверхня | Супротивниця  | Рахунок  |
| --------- | --- | -------- | -------------------------------- | ------- | -------- | ------------- | -------- |
| Перемога  | 1–0 | Чер 2023 | Nottingham Open, Велика Британія | WTA 250 | Трава    | Джоді Баррадж | 6–3, 6–3 |

## Юніорські фінали турнірів Великого шолома

### Пари: 1 фінал
| Результат | Рік  | Турнір          | Поверхня | Партнерка     | Супротивниці                          | Рахунок  |
| --------- | ---- | --------------- | -------- | ------------- | ------------------------------------- | -------- |
| Поразка   | 2014 | Australian Open | Хард     | Івана Йорович | Ангеліна Калініна Єлізавета Куличкова | 4–6, 2–6 |